# ジョルジア・ゲグリオ
ジョルジャ・グエッリオ（Giorgia Gueglio 、1974年11月26日 - ）は、イタリアのミュージシャン。ヘヴィメタルバンド「マスターキャッスル」のヴォーカリスト。

## 生い立ち
デイヴィッド・カヴァデール、ロバート・プラント、イアン・ギランなどの歌手に憧れていた彼女は、1990年に歌手活動を始めた。20歳になる頃には多くのハードロックとヘビーメタルのバンドに参加するようになった。
2004年、ゴシックメタルプロジェクトのArtislunaのメンバーになった。 このプロジェクトでラビリンスとネクロデスのメンバーであったギタリストのピエール・ゴネーラと運命的な出会いをする。
2008年に、ピエール・ゴネーラと一緒にマスターキャッスルを結成。 このバンドで、2009年にアルバム「フェニックス」を、2010年に「ラストデザイア」をライオンミュージックのレーベルでリリースした。
2010年、エクストリームメタルバンドのネクロデスによるコラボレーションを行い、 彼女は、2011年発売のアルバム「The Age of Fear」の中の一曲である「Queen of Desire（onyric version）」をレコーディングした。

## ディスコグラフィ

### Mastercastle
- The Phoenix  (2009年)
- Last Desire (2010年)
- Embrace The Sun (2011年)
- Dangerous Diamonds (2012年)
- On Fire (2013年)
- Enfer (De La Bibliothèque Nationale)（2014年）
- Wine of Heaven（2017年）